# هاشیموتو (واکایاما)
هاشیموتو در استان واکایاما در کشور ژاپن  واقع شده است  که دارای جمعیت ۶۷٬۵۰۵ نفر و مساحت ۱۳۰٫۳۱ کیلومتر مربع با تراکم جمعیت ۵۱۸  نفر در کیلومترمربع است و در تاریخ ۱ مارس ۲۰۰۶ به عنوان شهر شناخته شد.